# Julia Heveus
Julia Sofia Heveus (* 28. Mai 1996) ist eine schwedische Schauspielerin.

## Leben und Karriere
Heveus wuchs in Vasastan auf. Sie besuchte die Matthew School in Stockholm.  Ihr Debüt gab sie 2019 in der Fernsehserie Vår tid är nu. Im selben spielte sie in dem Film Tystnad, tagning, kamera - Vår tid är nu mit. 2020 begann sie ihr Studium an der Theaterakademie in Göteborg und schloss es 2023 ab.
Unter anderem trat sie 2021 in Der unwahrscheinliche Mörder auf. Unter anderem spielte sie 2022 in Partisan mit. Von 2023 bis 2024 setzte sie ihre Karriere in Terese i kassan fort. 2023 bekam Heveus in der Serie Gaslight eine Hauptrolle. Ihre nächste Hauptrolle bekam sie in dem Film Tillsammans 99.

## Filmografie
Filme
- 2019: Tystnad, tagning, kamera - Vår tid är nu
- 2023: Maria Wern – Jacqueline
- 2023: Tillsammans 99

Serien
- 2019: Vår tid är nu
- 2021: Der unwahrscheinliche Mörder (Den osannolika mördaren)
- 2022: Partisan
- 2023–2024: Terese i kassan
- 2023: Gaslight
- 2024: Främlingar